# 피아노 소나타 30번 (베토벤)
《피아노 소나타 30번 마장조, 작품 번호 109》는 1820년에 루트비히 판 베토벤에 의해 쓰인 피아노 소나타로, 베토벤 피아노 소나타의 전형으로 여겨지고 있는 작품이다. 베토벤은 바로 이전 작품인 거대한 《하머클라비어 소나타》 이후, 보다 더 작은 규모와 더 친밀한 성격으로 돌아가고 있다. 음악적으로 이 작품은 전통적인 소나타 형식이며, 그 초점은 다양한 개별적인 방식으로 주제를 해석하는 세 번째 악장의 일련의 변주곡이다.

## 개요
《하머클라비어 소나타》를 완성한 베토벤이 이어지는 장르 일련번호를 갖는 30번 소나타의 작곡에 착수한 것은 1820년 초로, 이는 마지막 세 개의 피아노 소나타(30번, 31번, 32번)를 간행한 슐레진저 출판사와의 협상이 이루어지기 이전이었다.
이 소나타의 원형이 된 것은 소품, 혹은 바가텔이었으며, 프리드리히 슈타르케로부터 피아노 작품집 "빈의 피아노 포르테 악파"에의 악곡 제공을 의뢰받아, 이미 착수했던 《장엄미사》의 작곡을 뒤로 돌리는 형태로 작곡이 행해진 작품이었다. 같은 해 4월의 베토벤의 필담장에는 "신작 소품"이라고 기재되어 있어, "환상곡풍의 간주곡으로 중단되는 바가텔"이라는 악곡의 구성을 보면, 그것이 30번 소나타의 제1악장이 되었을 것이라는 것을 헤아려 볼 수 있다. 베토벤의 비서였던 프란츠 올리바는 이 소품을 슐레진저 출판사가 찾는 소나타의 시작 악장으로 삼으면 어떻겠느냐고 제의한 것으로 알려졌다. 결국 슈타르케에게 제공된 것은 《열한 개의 바가텔, 작품 119》의 7번에서 11번 까지의 곡이었다.

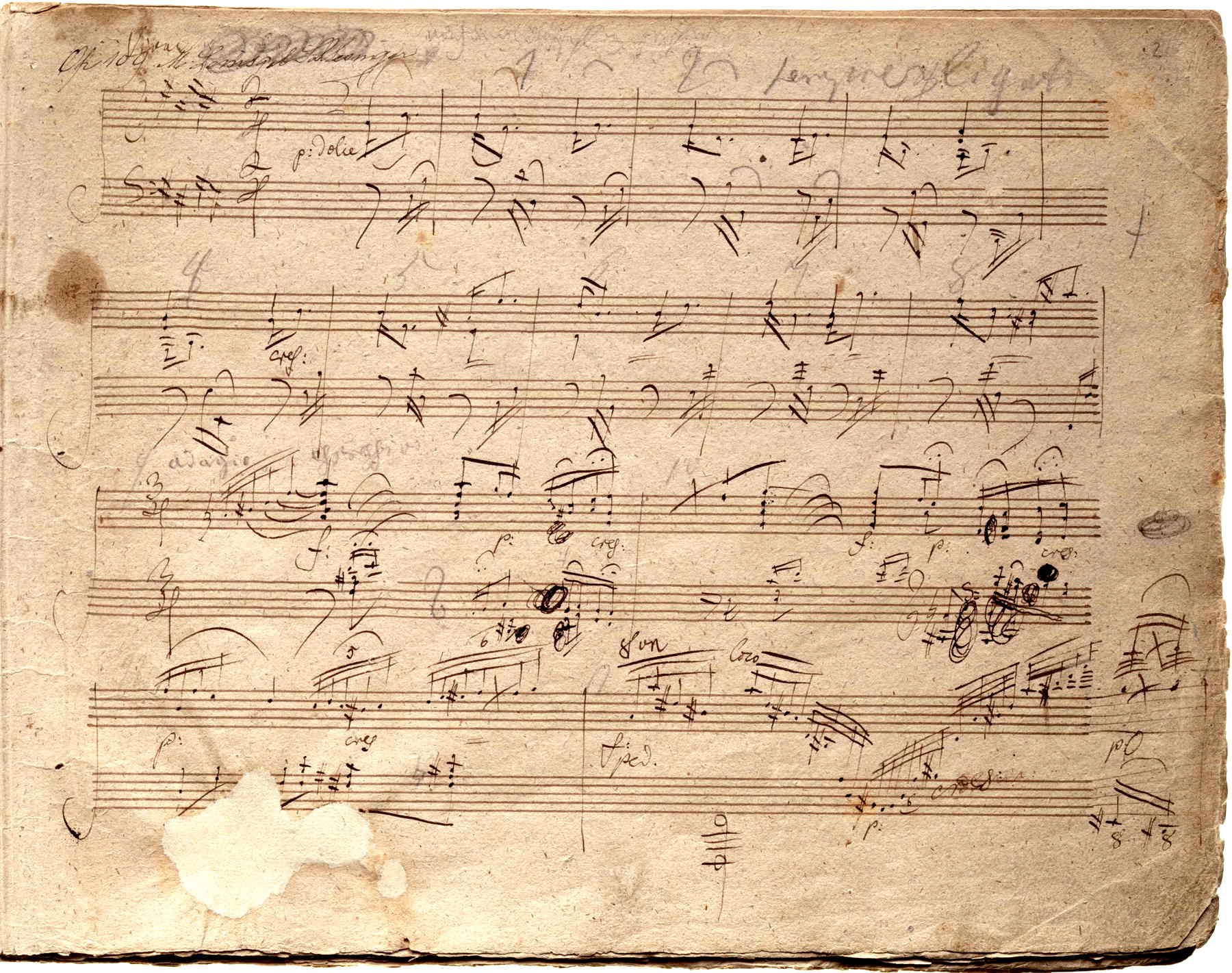
《피아노 소나타 30번》 제1악장 첫머리의 자필보

지그하르트 브란덴부르크는, 당초 구상되고 있던 것이 제1악장이 없이 모두 두 개의 악장으로 구성된 소나타였다고 하는 설을 제창하고 있다. 제1악장과 다른 악장을 묶는 동기 요소가 분명히 뒤늦게 부가된 것이기 때문이다. 반면 알렉산더 휠록 세이어는 마단조 소나타의 구상은 발전 없이 끝났고, 이 작품과는 전혀 무관하다는 입장을 취하고 있다. 제3악장을 위해 처음 쓰인 스케치는 여섯 개의 변주를 수반하는 변주곡이었으나, 이후 아홉 개의 변주로 변경되었으며, 최종적으로는 여섯 개의 변주로 자리를 잡았다. 아홉 개의 변주가 붙여진 원고에서의 개개의 변주 성격은, 출판된 최종고의 것에 비해 두드러지지는 않지만, 케이 드레이퍼스는 이 시점에서 이미 "주제의 탐색과 재발견 과정"이 제시되었다고 지적하고 있다.
이 소나타의 완성 시기가 1820년 가을이었는지, 아니면 1821년이 되어서였는지는 확실치 않다. 1820년 9월 20일에 베토벤이 슐레진저 앞으로 보낸 편지에는 그의 마지막 세 개의 소나타 중 첫 작품의 완성이 임박했다고 했다는 글이 발견되고 있다. 그러나 여기서의 "완성"이 의미하는 바가, 구상의 결정인지, 아니면 송부 가능한 정서보의 완성인지는 불분명하다.
악보의 초판본은 1821년에 베를린의 슐레진저 출판사를 통해 간행되었으나, 작곡자가 병상에 있어 적절한 교정을 보지 못하는 바람에 수많은 오식이 남아 있었다. 헌정은 베토벤의 오랜 친구, 안토니 브렌타노의 딸인 막시밀리아네 브렌타노에게 이루어지고 있다. 막시밀리아네의 나이는 당시 18세였다. 12월 6일에 작성된 헌사가 담겨진 그녀에게의 편지에는 작곡자가 브렌타노 가문에 가졌던 깊은 애착의 정이 담겨 있다. 베토벤은 이미 1812년에 《내림나장조, WoO 39》에서 막시밀리아네를 위해 짧은 피아노 삼중주를 쓴 바 있다.

## 구조
작품은 전 세 개의 악장으로 이루어져 있다:
1. Vivace ma non troppo, sempre legato — Adagio espressivo
2. Prestissimo
3. Gesangvoll, mit innigster Empfindung. Andante molto cantabile ed espressivo

총 연주 소요 시간은 20분 정도이다.

### 제1악장. 비바체 마 논 트롭포, 셈프레 레가토 - 아다지오 에스프레시보
2/4 박자, 마장조. 소나타 형식.
1악장은 속도와 박자가 다른 악상을 하나로 묶어냈으며, 당시 베토벤이 관심을 가졌던 삽입절적 구성 개념이 반영되어 있다. 이는 같은 시기에 작곡이 진행된 《장엄미사》와 그 뒤를 이은 피아노 소나타에서도 볼 수 있는 특징이다. 군더더기 없는 형식 속에 담긴 곡의 내용은 환상적이며 이전까지의 베토벤 피아노 소나타에서는 볼 수 없었던 유연성이 드러난다. 서주 없이 제1주제가 2/4 박자로 비바체 마 논 트로포로 제시된다(악보1). 이 첫 번째 주제는 《피아노 소나타 25번》의 3악장 주제와 관련되어 있다.
악보 1
시작부터 카덴차를 거치지 않은 채 불과 8 마디 후에 나타나는 제2주제는, 제1주제로 돌변하여 3/4 박자의 아다지오 에스프레시보이다(악보2).
악보2
14마디의 제시부를 마치고, 악장은 제1주제를 바탕으로 전개부가 된다. 중음역에서 긴 크레셴도를 경과하면서 음량을 늘려 고음역에 오르고, 절정에 이르게 되면 그대로 1옥타브 높게 제1주제가 재현된다. 이후 곧바로 변화가 가해진 제2주제의 재현이 이어진다. 66마디 째부터는 코다이며, 오직 첫 번째 주제를 다루고 마지막에는 조용히 악장을 닫는다.
에드빈 피셔는 두 주제의 속도 기호 낙차는 외견상일 뿐, 전체가 하나의 형태로 만들어진 것처럼 즉흥적으로 연주되어야 한다고 강의했다. 글렌 굴드는 이 첫 악장을 높이 평가했다.

### 제2악장. 프레스티시모
6/8 박자, 마단조, 소나타 형식.
제1악장으로부터 끊김없이 연주된다. 악장 안에서 사용되는 소재는 포르테시모에서 나오는 악보3의 제1주제 안에 집약되어 있다.
악보 3
제1주제부터 이끌어지는 제2주제는 나단조로 표시되지만(악보4), 주제가 가진 성질에 의해 여기에서는 통상의 소나타 형식에서 볼 수 있는 주제 간의 대비는 완전히 없어지고 있다.
악보 4
전개부에서는 우선 제1주제의 베이스 음형이 카논 식으로 처리된다. 이후 조용한 추이를 보이다가 갑자기 강주로 제1주제가 회귀해 재현부가 된다. 두 번째 주제는 마단조로 나타나며, 아주 짧은 코다를 거쳐 힘차게 종결된다.

### 제3악장. 게장폴, 미트 이니히스테르 엠휜둥. 안단테 몰토 칸타빌레 에드 에스프레시보
3/4 박자, 마장조, 변주곡 형식.
주제와 여섯 개의 변주로 구성된다. 전 악장의 중심이 대부분 이 제3악장에 놓여 있으며, 변주곡이 이 정도의 비중을 차지하고 있는 것은 베토벤의 피아노 소나타에서는 처음있는 일이었다.
주제 : 3/4 박자
"노래하듯이, 깊은 감성으로"("Gesangvoll, mit innigster Empfindung")라고 부기되어 있고, 느린 템포로 조용히 악장이 개시된다(악보5). 3박자의 2박자 째에 부점 음표가 놓임으로써 주제에는 사라반드와 같은 성격이 부여되어 있다.
악보5
제1변주 : 3/4 박자
몰토 에스프레시보의 지시 아래, 왈츠의 리듬을 탄 가요적 변주이다. 곡의 분위기나 주제의 템포는 주제로부터 계승되어, 장식음이 교묘하게 사용되고 있다.
악보6
제2변주 : 3/4 박자
주제는 16분음표에 의한 모자이크 형태의 음형 속에 숨겨진다. 또 이 변주와 대조적인 위엄 있는 변주를 두어 두 개의 성격이 다른 변주가 번갈아 가며 진행된다.
악보7
제3변주 : 2/4 박자
대위법을 구사한 알레그로 비바체에서의 템포가 빠른 변주이다. 시작 부분의 악보 8에서 나타나는 패시지는 좌우의 손을 바꿔가며 연주되며, 이후에도 손의 교체가 계속된다.
악보8
제4변주 : 9/8 박자
"주제보다 다소 늦게"(Etwas langsamer als das Thema)라는 지시가 있다. 제3변주에서 크게 정취를 바꾸어 환상적인 분위기를 찬양한다. 2성으로부터 4성의 성부가 대위법을 이용해 정리되어 가는 따뜻한 변주이다.
악보9
제5변주 : 2/2 박자
스타카토를 많이 사용한 쾌활한 대위법적 변주이다. 리듬에 의한 추진력을 바탕으로 한 이 변주는 다성적인 코랄 같은 인상을 준다.
악보10
제6변주 : 3/4 박자
칸타빌레로 지정되어 있으며, 먼저 내성부에서 주제가 연주된다(악보11).
악보11
4분음표로 시작된 리듬의 간격은 8분음표, 셋잇단음표의 8분음표, 16분음표, 32분음표로 세분화되고, 마침내 트릴로까지 세분화된다. 12마디 째부터 양손에 나타난 트릴은 저음부로 옮겨지고 17마디 째부터 미친듯이 날뛰는 아르페지오를 경과하면 계속 고음으로 울리는 트릴 위에서 주제가 명멸한다.
악보12
마지막으로 점점 약화하면서 주제가 원형 그대로 회상하고, 조용히 곡을 닫는다.
이렇게 마지막에 주제가 그대로 회상되면서 끝나는 변주곡이라는 특징 때문에, 이 악장은 바흐의 골트베르크 변주곡과 유사한 면이 있다.

## 같이 보기
- 루트비히 판 베토벤의 작품 목록
- 베토벤의 피아노 소나타
- 베토벤의 후기 피아노 소나타

### 내용주
1. ↑  빈의 아르타리아 (출판사)[6].